# Sauvage (film, 2018)
Pour les articles homonymes, voir Sauvage (homonymie).
À ne pas confondre avec Sauvages (film, 2018) de Dennis Berry.
Pour plus de détails, voir Fiche technique et Distribution.
Sauvage est un drame français écrit et réalisé par Camille Vidal-Naquet, sorti en 2018. Il s’agit de son premier long métrage.

## Synopsis
Léo, un jeune homme de vingt-deux ans se prostitue dans la rue où défilent les hommes.

## Fiche technique
- Titre original : Sauvage
- Titre international : Savage
- Réalisation et scénario : Camille Vidal-Naquet
- Décors : Charlotte Casamitjana
- Costumes : Julie Ancel
- Photographie : Jacques Girault
- Son : Julien Roig, Jérémie Vernerey et Benjamin Viau
- Montage : Elif Uluengin
- Musique : Romain Trouillet
- Production : Emmanuel Giraud et Marie Sonne-Jensen
- Sociétés de production : Les Films de la Croisade et La Voie Lactée
- Société de distribution : Pyramide Distribution
- Pays d’origine :  France
- Langue originale : français
- Format : couleur
- Genre : drame
- Durée : 99 minutes
- Certificat de censure Interdit aux moins de 16 ans
- Dates de sortie :
  - France : 10 mai 2018 (Festival de Cannes) ; 29 août 2018 (sortie nationale)

## Distribution
- Félix Maritaud : Léo
- Farid-Éric Bernard : Ahd
- Nicolas Dibla : Mihal
- Philippe Ohrel : Claude
- Marie Seux : la femme médecin
- Lucas Bléger : l’homme handicapé
- Lou Ravelli : Ana
- Nicolas Fernandez : Le client piercing 1
- Nicolas Chalumeau : Le client piercing 2

## Production
Genèse et développement
Camille Vidal-Naquet effectue pour le film un travail de documentation sur le terrain en se rendant au Bois de Boulogne et en y rencontrant des prostitués grâce à une association.

## Accueil
Festival et sortie
Sauvage est sélectionné dans la « Semaine de la critique » en compétition pour la Caméra d'or et la Queer Palm et projeté le 10 mai 2018 au Festival de Cannes. Sa sortie nationale est prévue le 29 août 2018 en France.

## Distinctions

### Récompenses
- Festival de Cannes 2018 : Prix Louis Roederer de la révélation pour Félix Maritaud
- Festival du film francophone d'Angoulême 2018 : Valois du meilleur acteur pour Félix Maritaud
- Rencontres In&Out 2018 : Esperluette du meilleur long métrage et Prix KLM – Meilleur long métrage

### Sélections
- Festival de Cannes 2018 : sélection « Semaine de la critique » ; en compétition pour la Caméra d'or et la Queer Palm

### Nominations
- César 2019 :
  - César du meilleur premier film pour Camille Vidal-Naquet